# 朝日村 (岐阜縣)
朝日村（日语：／ Asahi mura */?）是日本岐阜縣大野郡內一個已撤銷的村，面積達187.37平方公里，據2005年1月1日的統計，人口為2,068人，村名據《益田郡誌》記載由於朝日將軍木曾義仲的子孫居於此地而得名，《朝日村誌》則主張是由於村內各處均能眺望乘鞍岳的日出（朝日），1875年7月29日由阿多野鄉內的25村合併而成:149、155、166，1950年4月1日從益田郡劃入大野郡，2005年2月1日與丹生川村、清見村、莊川村、宮村、久久野町、高根村、國府町和上寶村併入至高山市，現在分別是高山市朝日町見座、小瀨、立岩、小谷、甲、萬石、上見、青屋、寺澤、淺井、大廣、黑川、寺附、一之宿、桑之島、西洞、宮之前、胡桃島、小瀨洞和黍生谷。

## 位置與區劃

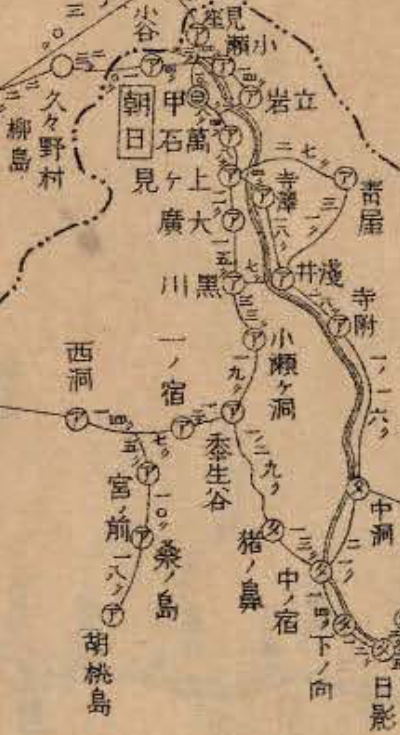
朝日村的大字分佈圖

朝日村位於飛驒高地的東部:2，岐阜縣的北部或東北部，大野郡的東南部，高山市的中南部，東面是高根村，北面是丹生川村和高山市大八賀，西面是久久野町，南面是下呂市小坂町。朝日村的整體面積達187.37平方公里，東西長10.8公里，南北則是17.3公里，其中93.9％的土地均為森林郊野:1。村內按舊村名分為25個大字，分別是見座、小谷、甲、小瀨、立岩、萬石、上見、青屋、寺澤、淺井、寺附、大廣、黑川、小瀨洞、黍生谷、一之宿、西洞、桑之島、宮之前、胡桃島、久須母、大西、柳島、辻和小屋名，其中久須母、大西、柳島、辻和小屋名在1889年6月27日劃入久久野村，其後小瀨洞和黍生谷的部分地區在1954年11月1日則隨著秋神水壩完工而被掩沒:156，1956年2月1日出版的《朝日村誌》則記載當時村內分為23個行政區分別是見座、小瀨、立岩、小谷、下甲、上甲、萬石、上見、下青屋、上表屋、寺澤、淺井、寺附、大廣、黑川、小瀨洞、黍生谷、一之宿、下西洞、上西洞、宮之前、下桑之島以及和合（上桑之島和胡桃島）:1。
按《斐太後風土記》記載，關於各大字的名稱由來有以下記述，首先見座是源於當地有一座橋樑叫作見座橋，小瀨是源於位處於阿多野川的淺水處（瀨在日語中指淺水處），立岩是源於字岩樔山有一大型岩石屹立於山上，小谷是源於當地的城主為小谷氏，甲是源於東常堯在此築城和定居時，按照祖先慣例將盔甲奉納至當地氏社，萬石源於當地居民販賣自製的農具萬石通，上見源於此處的城主是上見氏，青屋源於該地的山谷有日本扁柏、日本花柏和日本冷杉等大量常青樹，故名青谷（日語中谷和屋同音），黑川源於此處在永正（1504年至1521年）和大永年間（1521年至1528年）的城主是黑川氏，黍生谷源於該地融雪速度緩慢，直至5月為止又會降霜，導致只能夠種植黍，一之宿源於按察使、鎮撫使、巡察使和觀察使等從美濃國抵達飛驒國府後，在前往信濃國途中的第一處宿場，西洞是源於位處宮之前的西面，宮之前是源於當地位於小鷹大明神宮前，桑之島是源於該地是少有能夠種植桑樹的地方，胡桃島是源於該地像島，並且長滿胡桃，寺附、淺井、寺澤、大廣和小瀨洞則不明:166-168。

## 地理

### 地形

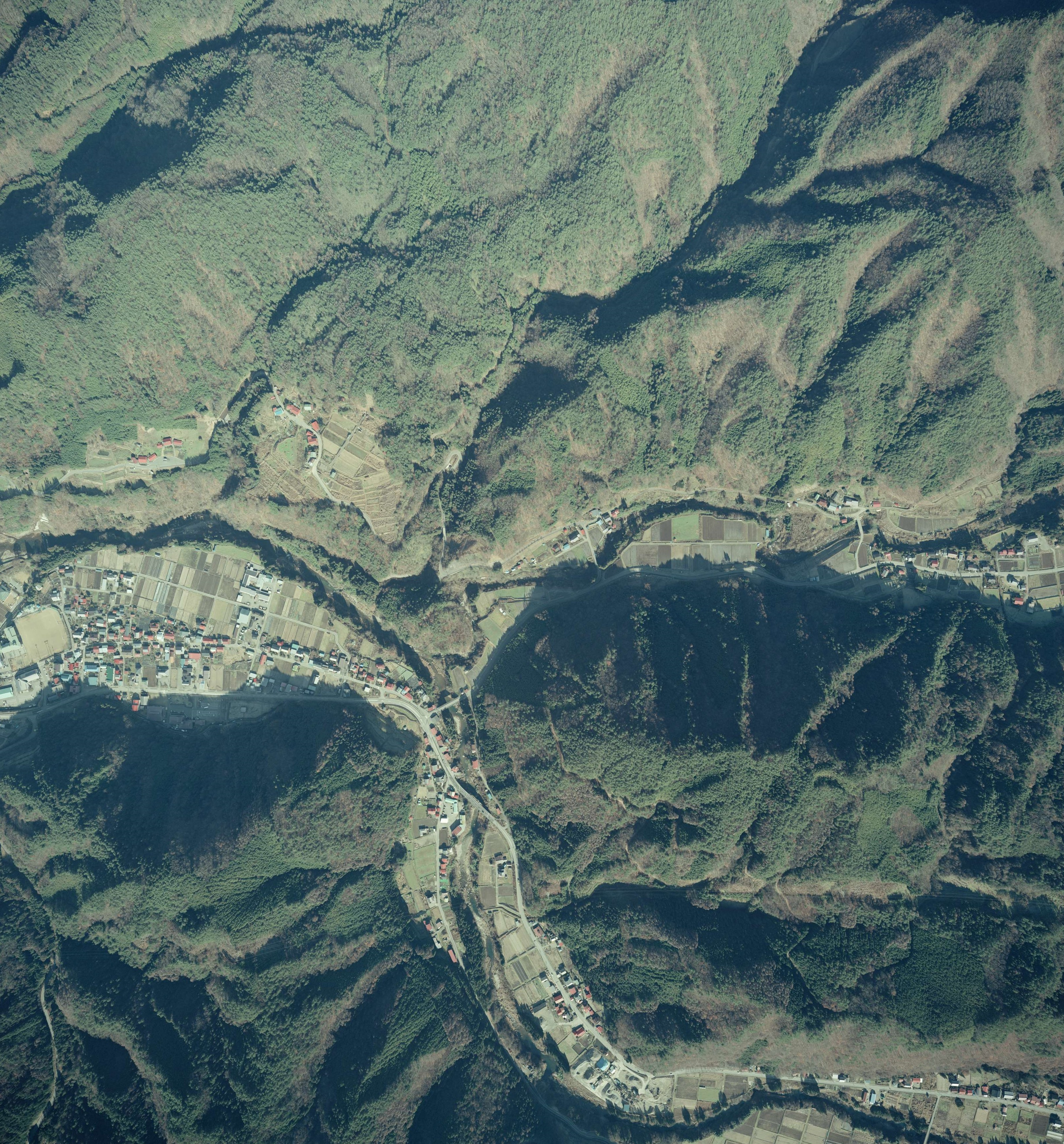
朝日村的河流交匯點，北面是立岩，東面靠北是青屋，西面是萬石，中間偏西是上見，偏東是寺澤，東南是淺井

朝日村四面環山，北面是丸黑山、日影平山和牛首山，東北面是乘鞍岳，東南面是御嶽山（繼子岳），南面是法仙峰和大平山，西面是栃尾山、黑手山、高屹山和日之觀岳等等，最高點是2,859米的繼子岳，最低點是704米的小谷村界附近，相對高度差達2,000米以上，益田川源於其中的乘鞍岳和御嶽山，從高根村流進朝日村，並且與源於御嶽山西北面的西洞川、鈍引川和其他小溪而成的秋神川、源於乘鞍岳西面的九藏谷和長倉谷等的青屋川和源於甲山的甲川等溪流匯合，從朝日村的中心部流向西面，並且在久久野町改為向南流，在金山町（現下呂市）與馬瀨川匯合，是為飛驒川，耕地和住宅則少量分佈於河流沿岸的狹長小盆地:2-4。

### 地質
地質方面，朝日村東面的青屋岩井谷流域至西面益田川主流以南等大部分地區均主要以石英斑岩為主，以北和丸黑山的西南面則幾乎均是角岩，下桑之島至一之宿一帶則是斑状花崗岩的微粒，青屋九藏以南至寺附之間、青屋寺村以東至立岩桑野北面、小瀨北面山中至見座沼之間和西洞的深山等地是安山岩，青屋六方山以南則是石灰岩，青屋的奧Gando岩（奥ガンド岩）以西至寺附以東以及胡桃島均被以前乘鞍岳和御嶽山火山爆發時的熔岩覆蓋，其中也包含角閃石安山岩，黍生谷至上流桑之島和西洞、秋神川和阿多野川的交匯點的下流以及青屋川二俁以西的沿岸的表土則是洪積層:7-8。

### 氣候
朝日村位於分水嶺以南，夏天屬於太平洋側氣候，冬天屬於日本海側氣候，最高氣溫是30.1度，最低溫度零下18.1度，全年平均溫度是10.4度，降雨量是2,043毫米，初霜平均是9月20日，晚霜是5月21日，降雪期間達五個月，12月下旬至4月上旬則是根雪期間，最高積雪達250厘米:10，豪雪地帶之一。
| 宮之前觀測所（高山市朝日町宮之前），1991至2020年                 | 宮之前觀測所（高山市朝日町宮之前），1991至2020年 | 宮之前觀測所（高山市朝日町宮之前），1991至2020年 | 宮之前觀測所（高山市朝日町宮之前），1991至2020年 | 宮之前觀測所（高山市朝日町宮之前），1991至2020年 | 宮之前觀測所（高山市朝日町宮之前），1991至2020年 | 宮之前觀測所（高山市朝日町宮之前），1991至2020年 | 宮之前觀測所（高山市朝日町宮之前），1991至2020年 | 宮之前觀測所（高山市朝日町宮之前），1991至2020年 | 宮之前觀測所（高山市朝日町宮之前），1991至2020年 | 宮之前觀測所（高山市朝日町宮之前），1991至2020年 | 宮之前觀測所（高山市朝日町宮之前），1991至2020年 | 宮之前觀測所（高山市朝日町宮之前），1991至2020年 | 宮之前觀測所（高山市朝日町宮之前），1991至2020年 |
| 月份                                                             | 1月                                              | 2月                                              | 3月                                              | 4月                                              | 5月                                              | 6月                                              | 7月                                              | 8月                                              | 9月                                              | 10月                                             | 11月                                             | 12月                                             | 全年                                             |
| ---------------------------------------------------------------- | ------------------------------------------------ | ------------------------------------------------ | ------------------------------------------------ | ------------------------------------------------ | ------------------------------------------------ | ------------------------------------------------ | ------------------------------------------------ | ------------------------------------------------ | ------------------------------------------------ | ------------------------------------------------ | ------------------------------------------------ | ------------------------------------------------ | ------------------------------------------------ |
| 历史最高温 °C（°F）                                              | 12.2 (54.0)                                      | 14.5 (58.1)                                      | 20.3 (68.5)                                      | 27.1 (80.8)                                      | 29.7 (85.5)                                      | 31.6 (88.9)                                      | 33.1 (91.6)                                      | 33.5 (92.3)                                      | 32.2 (90.0)                                      | 26.8 (80.2)                                      | 21.3 (70.3)                                      | 19.3 (66.7)                                      | 33.5 (92.3)                                      |
| 平均高温 °C（°F）                                                | 1.0 (33.8)                                       | 2.1 (35.8)                                       | 6.5 (43.7)                                       | 13.7 (56.7)                                      | 19.6 (67.3)                                      | 22.8 (73.0)                                      | 26.3 (79.3)                                      | 27.6 (81.7)                                      | 23.0 (73.4)                                      | 17.0 (62.6)                                      | 10.8 (51.4)                                      | 4.1 (39.4)                                       | 14.5 (58.1)                                      |
| 日均气温 °C（°F）                                                | −3.9 (25.0)                                      | −3.5 (25.7)                                      | 0.4 (32.7)                                       | 6.8 (44.2)                                       | 12.6 (54.7)                                      | 16.7 (62.1)                                      | 20.6 (69.1)                                      | 21.3 (70.3)                                      | 17.2 (63.0)                                      | 10.7 (51.3)                                      | 4.6 (40.3)                                       | −0.9 (30.4)                                      | 8.6 (47.5)                                       |
| 平均低温 °C（°F）                                                | −9.1 (15.6)                                      | −9.4 (15.1)                                      | −5.1 (22.8)                                      | 0.3 (32.5)                                       | 5.9 (42.6)                                       | 11.5 (52.7)                                      | 16.0 (60.8)                                      | 16.6 (61.9)                                      | 12.6 (54.7)                                      | 5.7 (42.3)                                       | −0.4 (31.3)                                      | −5.3 (22.5)                                      | 3.3 (37.9)                                       |
| 历史最低温 °C（°F）                                              | −19.9 (−3.8)                                     | −20.3 (−4.5)                                     | −17.2 (1.0)                                      | −12.8 (9.0)                                      | −3.3 (26.1)                                      | 0.8 (33.4)                                       | 4.3 (39.7)                                       | 6.9 (44.4)                                       | −0.2 (31.6)                                      | −4.4 (24.1)                                      | −10.9 (12.4)                                     | −18.5 (−1.3)                                     | −20.3 (−4.5)                                     |
| 平均降水量 mm（）                                                | 95.1 (3.74)                                      | 102.4 (4.03)                                     | 145.4 (5.72)                                     | 141.6 (5.57)                                     | 157.8 (6.21)                                     | 210.7 (8.30)                                     | 306.3 (12.06)                                    | 214.5 (8.44)                                     | 240.8 (9.48)                                     | 175.2 (6.90)                                     | 121.9 (4.80)                                     | 104.5 (4.11)                                     | 2,016.1 (79.37)                                  |
| 平均降水天数（≥ 1.0 mm）                                         | 15.3                                             | 13.1                                             | 14.6                                             | 12.1                                             | 11.8                                             | 14.5                                             | 15.3                                             | 13.1                                             | 12.6                                             | 11.6                                             | 11.7                                             | 14.8                                             | 160.6                                            |
| 月均日照時數                                                     | 87.6                                             | 108.0                                            | 146.4                                            | 177.3                                            | 200.9                                            | 152.1                                            | 153.1                                            | 179.1                                            | 139.0                                            | 142.3                                            | 118.9                                            | 88.0                                             | 1,693.5                                          |
| 来源：日本氣象廳（平均値：1991年至2020年，極値：1978年至2021年） |                                                  |                                                  |                                                  |                                                  |                                                  |                                                  |                                                  |                                                  |                                                  |                                                  |                                                  |                                                  |                                                  |

## 歷史

### 江戶以前
甲和宮之前等地均曾經出土大量繩紋土器和彌生土器，反映2,000年前已經有人定居於此，另一方面則沒有發現古墳:70，日本舊石器時代的大型尖頭器則出土於鈴蘭高原的西洞遺跡。進入平安時代後，按《和名類聚抄》記載，益田郡有兩個鄉，大野郡則有四個鄉，分別是益田、秋秀、大野、三枝、山口和阿拜，岡村利平認為朝日村以前是阿拜鄉的一部分，《朝日村誌》認為這只是穿鑿附會，《斐太後風土記》和《益田郡誌》等則記載朝日原屬的阿多野鄉是指秋秀鄉，阿多野鄉的名稱則是源於在天文（1532年至1555年）年間時已經數代居住於此的阿多野藏人，不過根據長野縣藪原長泉寺藏的《大般若經》，關於阿多野鄉的記述實際上在正平20年或貞治4年（1365年）時便已經有記載。其後，《朝日村誌》引述《高山市史》指出大野郡和益田郡在鎌倉時代的地頭可能是藤原朝高，建武中興後姊小路氏就任飛驒國司，及後室町幕府將軍足利義詮於正平14年或延文4年8月4日（1359年8月27日）任命京極高氏為飛驒守護，兩者在飛驒南北對峙。南北朝統一後不久，姊小路尹綱雖然奉後龜山天皇之命在應永18年（1411年）7月舉兵，不過不敵於室町幕府的京極高數和小笠原持長（飛驒之亂）。進入戰國時代後，甲是東氏的領地，後來阿多野鄉在永正16年（1519年）被三木直賴攻佔，其後木曾義昌在元龜3年（1571年）8月攻入阿多野鄉。天正13年（1585年），金森長近在越中征伐時攻入飛驒，翌年8月7日（1586年9月19日）拜領飛驒33,000石:78-96。

### 江戶時代
慶長5年（1590年），飛驒高山藩成立，其後長近於慶長10年（1595年）首次在飛驒進行檢地，當時由見座至黑川的沿岸各村以及青屋均屬於大野郡阿多野鄉，其後根據金森可重在慶長18年3月11日（1613年4月30日）編寫成的《飛州鄉村石高帳》，由見座至立岩的沿岸五村被劃入阿多野鄉的中切村，萬石以東至寺附的七村以及青屋則劃入上切村，自此改屬益田郡:97-98。元祿5年7月28日（1692年9月8日），金森賴時移封至出羽上山藩，朝日地區變成幕府領。同年8月18日（9月17日），關東郡代伊奈忠篤奉命兼任飛驒代官入主高山。元祿7年（1693年）5月，美濃大垣藩主戶田氏信奉江戶幕府之命，派遣家老小原仁兵衛在當地進行檢地，同年冬天完成，當時朝日地區的石高是897石左右，與貞享元年5月3日由金森賴時上繳的《飛州村村御高帳》中記載的約923石有出入:102-109、172-173，其後在安永4年（1775年）正月時增至約1,051石:124。

### 近現代

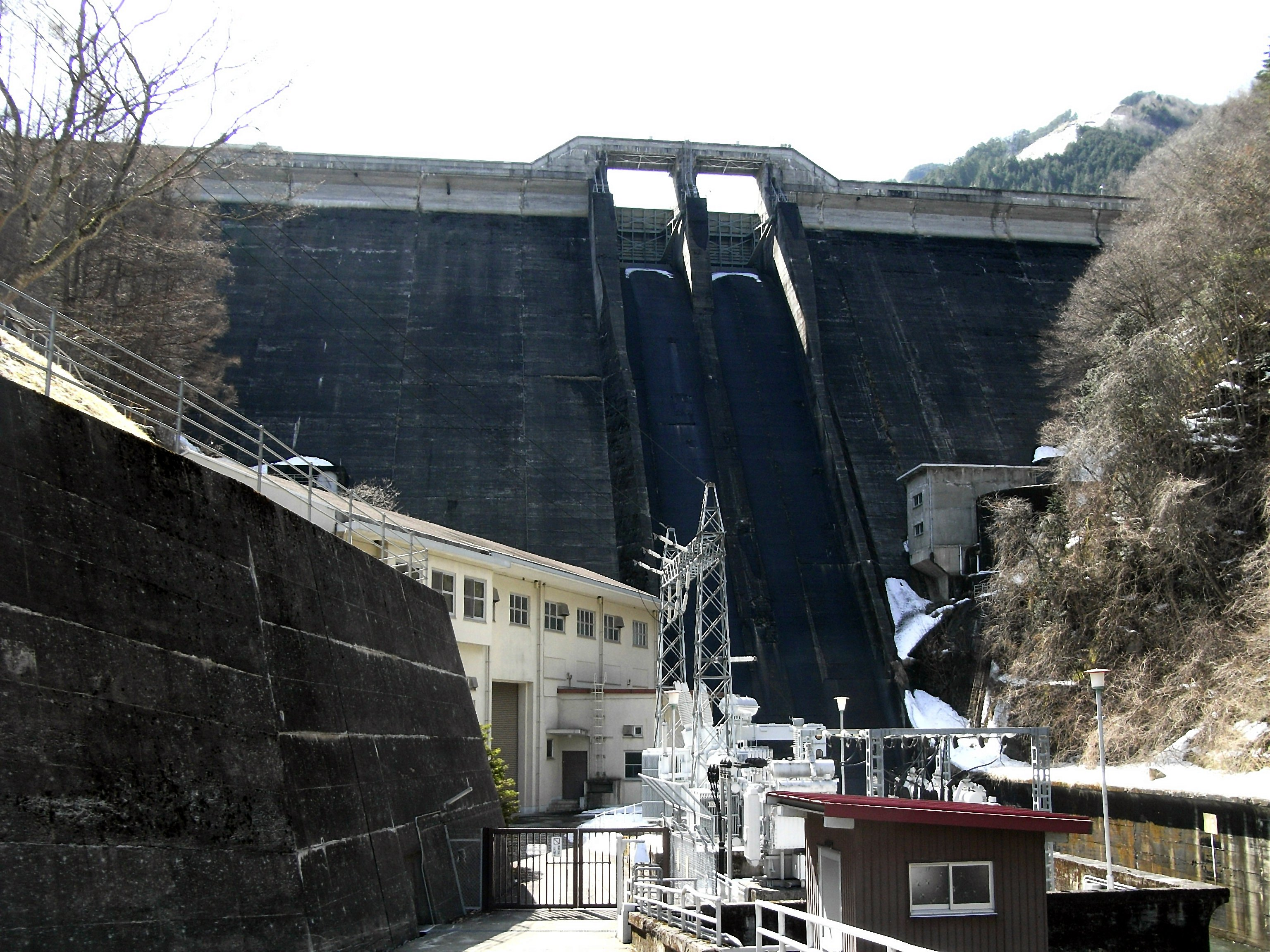
朝日水壩

大政奉還後，飛驒國劃入笠松縣，其後在慶應4年5月23日（1868年7月12日）獨立成飛驒縣，同年6月2日（7月21日）改稱高山縣，及後於明治4年11月20日（1871年12月31日）合併至摩縣，兩年後的4月8日引入大區小區制，阿多野鄉劃入第二十六大區中的第一小區。1875年7月29日，阿多野鄉內的25村合併成朝日村，翌年8月21日筑摩縣的飛驒國部分劃入岐阜縣，同年10月5日第二十六大區改稱第十四大區。1889年6月27日，大字久須母、大西、柳島、辻和小屋名劃入久久野村，同年7月1日《市町村制》開始實施。1950年4月1日，朝日村與高根村從益田郡劃入大野郡。1953年12月19日，朝日水壩完工，翌年11月1日，小瀨洞和黍生谷的部分地區隨着秋神水壩完工而被掩沒:133、141、147-152、155-156。2005年2月1日，朝日村與丹生川村、清見村、莊川村、宮村、久久野町、高根村、國府町和上寶村併入至高山市。

## 政治

### 國政選舉
在日本眾議院選舉中，朝日地區在小選舉區制和比例代表制中分別作為高山市和岐阜縣的一部分隸屬於岐阜縣第4區以及東海比例代表區，岐阜4區一直以來均由自由民主黨控制，先後由黨員藤井孝男、金子一義和金子俊平擔任議員。朝日村2004年12月2日登記於選舉人名簿的人數為1,706人，大野郡全體為16,324人，高山市是53,070人，在合併後的2005年9月2日，高山市全體則增加至77,286人，同年的小選舉區投票內的有效選票是62,251票，金子一義取得其中的43,943票，無黨派參選人藤井取得9,639票，民主黨參選人熊谷正慶取得6,506票，日本共產黨參選人籠山佐敏取得2,163票，在比例代表區投票內則有60,963張有效選票，自民黨取得其中的31,616票，民主黨取得14,703票，公明黨取得7,466票，日本共產黨取得3,086票，新黨日本取得2,111票，社會民主黨取得1,981票。此外，朝日村在中選區制時期先後作為益田郡和大野郡的一部分隸屬於岐阜縣第2區，於第27屆日本眾議院議員總選舉時的投票人數是1,874人，投票率達84%:407-409。
在日本參議院選舉中，朝日地區屬於岐阜縣選舉區，在第21屆日本參議院議員通常選舉中，最多人支持的是無黨派參選人藤井孝男（28,921票）、其次是民主黨參選人平田健二（19,143票）和日本共產黨參選人加藤隆雄（4,121票），而在參議院比例區投票中，最多人的支持的是自民黨（20,361票），其次是民主黨（18,172票）、公明黨（5,223票）、日本共產黨（2,982票）、社民黨（1,918票）、國民新黨（1,270票）和新黨日本（1,013票），其餘政黨的得票則是四位數以下。

### 地方選舉

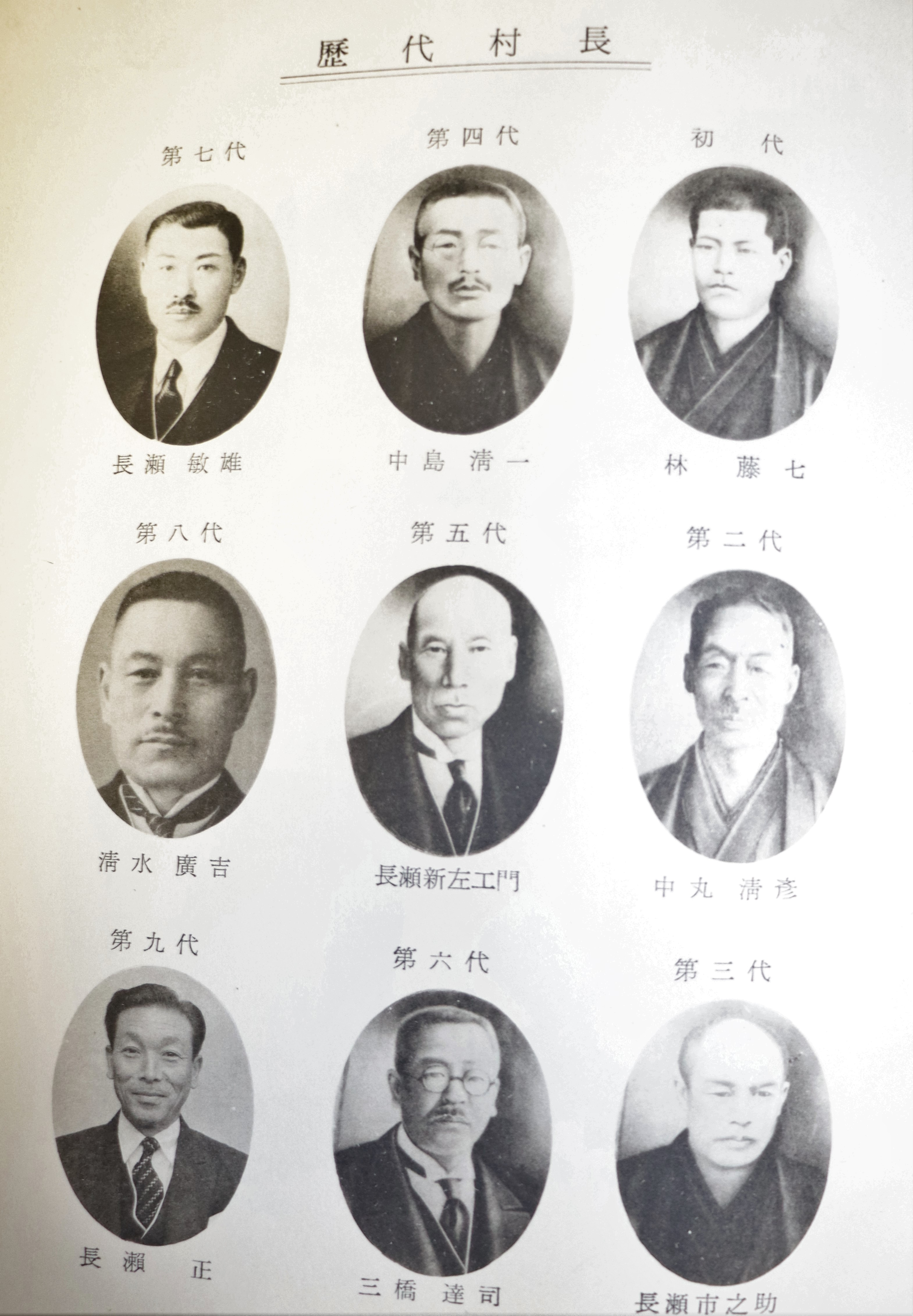
《朝日村誌》記載的歷代村長

在第16屆岐阜縣知事選舉中，朝日村的投票率是76.7%，高於岐阜縣平均投票率的43.5%，有效票數是1,295票，取得其中最多票數的是古田肇（1,101票），其次是木下一彥（119票）和垣田達哉（75票）。地方議會方面，在1879年4月舉行的第一屆岐阜縣議會選舉中，宮之前的新井久兵衛和大西的中井長四郎當選為益田郡議員，村議會選舉則在同年6月首次舉行。1897年8月26日，在首次舉行的郡會選舉中，朝日村出身的佐佐木雪當選:151-152、409-415，併入至高山市前的村議會議席為10席。
地方首長方面，林藤七在1889年10月24日就任為首任村長，1947年4月1日首次舉行的地方首長普選中，由清水廣吉當選:152、155，《朝日村誌》出版為止的歷代村長按順序分別是林藤七、中丸清彥、長瀨市之助、中島清一、長瀨新左衛門、三橋達司、長瀨敏雄、清水廣吉和長瀨正:。末任村長是木本新一，他在2002年5月13日參加飛驒地域合併協議會，最初神岡町（現飛驒市）、古川町（現飛驒市）和白川村也是成員之一，不過在同年10月7日退出，最初高山市議會的議席是36席（法定上限為30席），2021年時已經減至24席。

## 人口
| 統計年度                               | 見座 | 小瀨 | 立岩 | 小谷 | 甲  | 萬石 | 上見 | 青屋 | 寺澤 | 淺井           | 寺附     | 大廣 | 小瀨洞 | 黑川 | 黍生谷 | 一之宿 | 桑之島 | 西洞 | 宮之前 | 胡桃島         | 參考資料 |
| -------------------------------------- | ---- | ---- | ---- | ---- | --- | ---- | ---- | ---- | ---- | -------------- | -------- | ---- | ------ | ---- | ------ | ------ | ------ | ---- | ------ | -------------- | -------- |
| 1995年                                 | 158  | 70   | 129  | 82   | 307 | 203  | 87   | 246  | 50   | 112            | 14       | 84   | —      | 108  | —      | 104    | 38     | 224  | 107    | 54             | [ 47 ]   |
| 2000年                                 | 174  | 72   | 119  | 87   | 307 | 223  | 70   | 221  | 46   | 107            | 13       | 91   | —      | 110  | 2      | 110    | 49     | 199  | 102    | 53             | [ 48 ]   |
| 併入高山市後朝日地區的國勢調查人口數據 |      |      |      |      |     |      |      |      |      |                |          |      |        |      |        |        |        |      |        |                |          |
| 2005年                                 | 165  | 74   | 111  | 79   | 300 | 211  | 67   | 206  | 38   | 98             | 11       | 101  | —      | 107  | 2      | 96     | 51     | 191  | 89     | 40             | [ 49 ]   |
| 2010年                                 | 150  | 72   | 107  | 105  | 261 | 191  | 67   | 191  | 44   | 94（合算地域） | 保密地域 | 87   | —      | 96   | —      | 87     | 41     | 163  | 81     | 38（合算地域） | [ 50 ]   |
| 2015年                                 | 129  | 61   | 107  | 96   | 235 | 170  | 63   | 161  | 36   | 93（合算地域） | 保密地域 | 80   | —      | 80   | —      | 69     | 37     | 147  | 62     | 30             | [ 51 ]   |

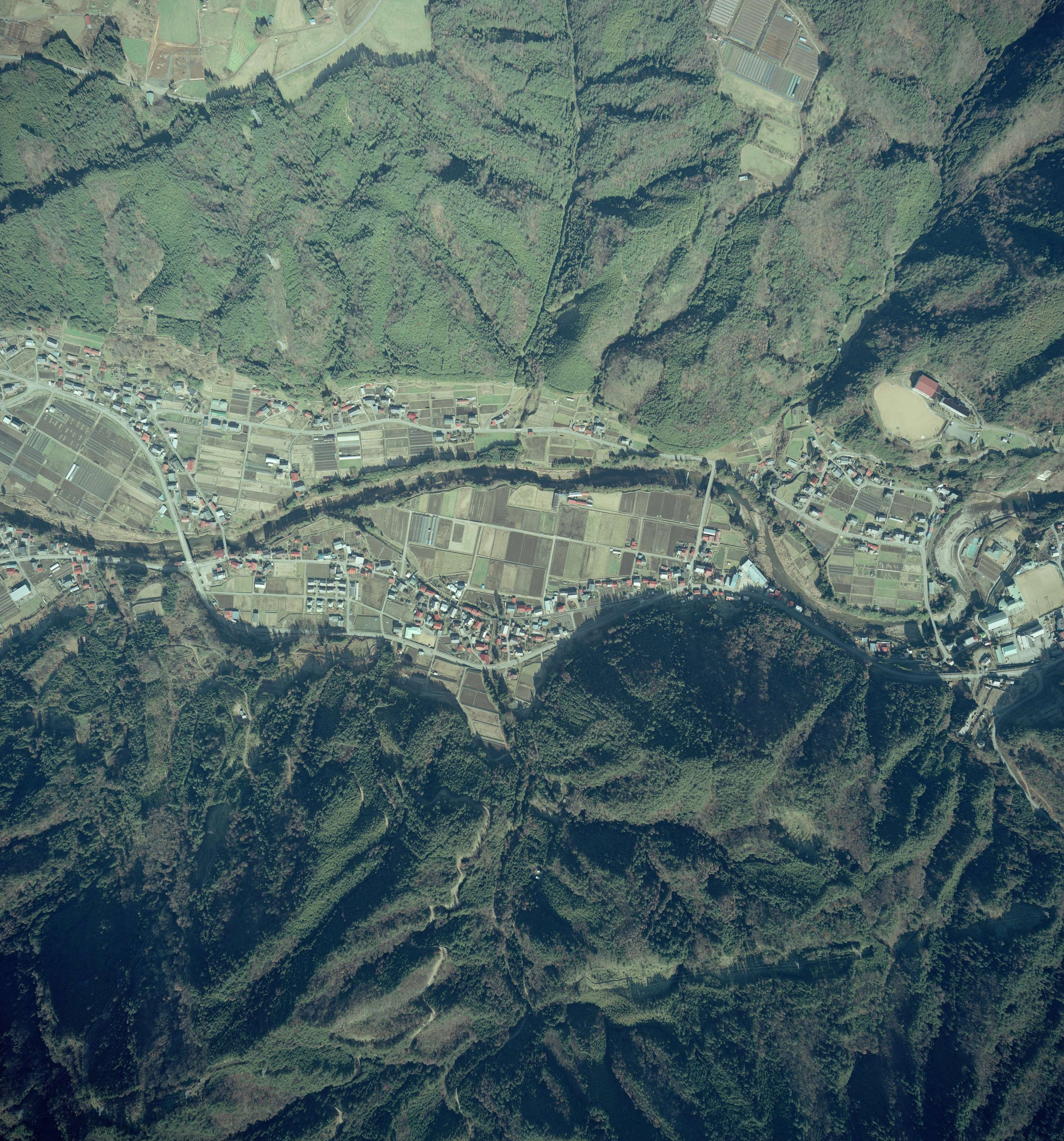
2008年時甲的航拍照片

按《飛驒國中案內》記載，朝日地區在延享3年（1746年）時總共有460戶，而按《斐太後風土記》記載在1871年時的人口則是2,938人，1874年8月時的人口是2,937人，小瀨洞和黍生谷當時分別有139和61名居民，1953年10月1日時的人口是4,222人，加上水壩的相關人士則是6,505人，1954年1月31日時的人口是4,089人，按大字劃分則是見座291人、小瀨102人、立岩251人、小谷130人、甲429人、萬石321人、上見176人、青屋517人、寺澤99人、淺井250人、寺附42人、大廣149人、黑川209人、一之宿212人、西洞494人、宮之前205人、和合149人和下桑之島63人，另有外國人243人以及水壩的相關人士882人，總計5,214人:210-211。按2021年3月31日的統計，朝日地區的人口是1,503人，分別是見座115人、小瀨59人、立岩106人、小谷97人、甲219人、萬石155人、上見57人、青屋154人、寺澤33人、淺井70人、寺附5人、大廣63人、黑川65人、一之宿54人、西洞140人、宮之前73人、桑之島18人和胡桃島20人，其中15歲以下人口為8.8%，15歲以上65歲以下的勞動人口是48.8%，64歲以上的老齡人口則是42.3%，平均年齡是55.34歲。此外，朝日村在1969年時被指定為振興山村，同時也是特定農山村和過疏地域之一。

## 經濟與交通

### 產業與交通

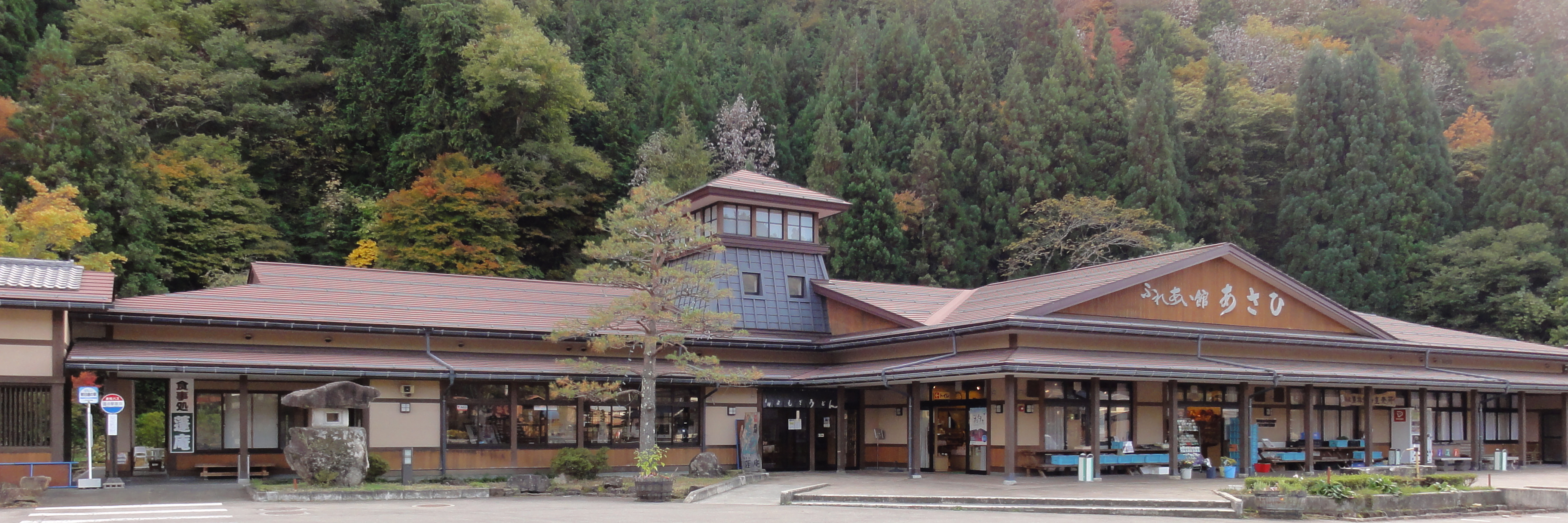
道之站飛驒朝日村

農業方面，朝日村的農地面積達298公頃，其中184公頃是水田，其餘是旱田，農家數目則是338戶，銷售額為3.72億日元，其中稻米佔8,500萬，蔬菜則佔2.66億，農作物特產有白蘿蔔和蕎麥等等，畜牧業則是飼養和牛（飛驒牛），銷售額達2.35億日元。林業方面，朝日村的森林面積是17,595公頃，其中8,163公頃為國有林，8,932公頃為私有林，其中4,680公頃由從事林業的385戶持有。觀光方面，朝日村以自然風景為主，位處於中部山岳國立公園和御嶽山縣立自然公園，亦設有多個露營場，位於胡桃島的白樺自然林是岐阜縣的自然環境保全地域，鈴蘭高原則有滑雪場和高爾夫球場，冬天的風物詩冰點下之森也位於朝日村內。交通方面，朝日地區有國道361號和岐阜縣道87號久久野朝日線等公路，其中道之站飛驒朝日村位於國道361號沿線，公共交通則有濃飛巴士朝日線、高山下呂線、公共交通空白地有償運送高根號高根至朝日線、需求反應運輸坐我車朝日小谷線、朝日九藏線、朝日秋神線和朝日至久久野線。

### 金融機構

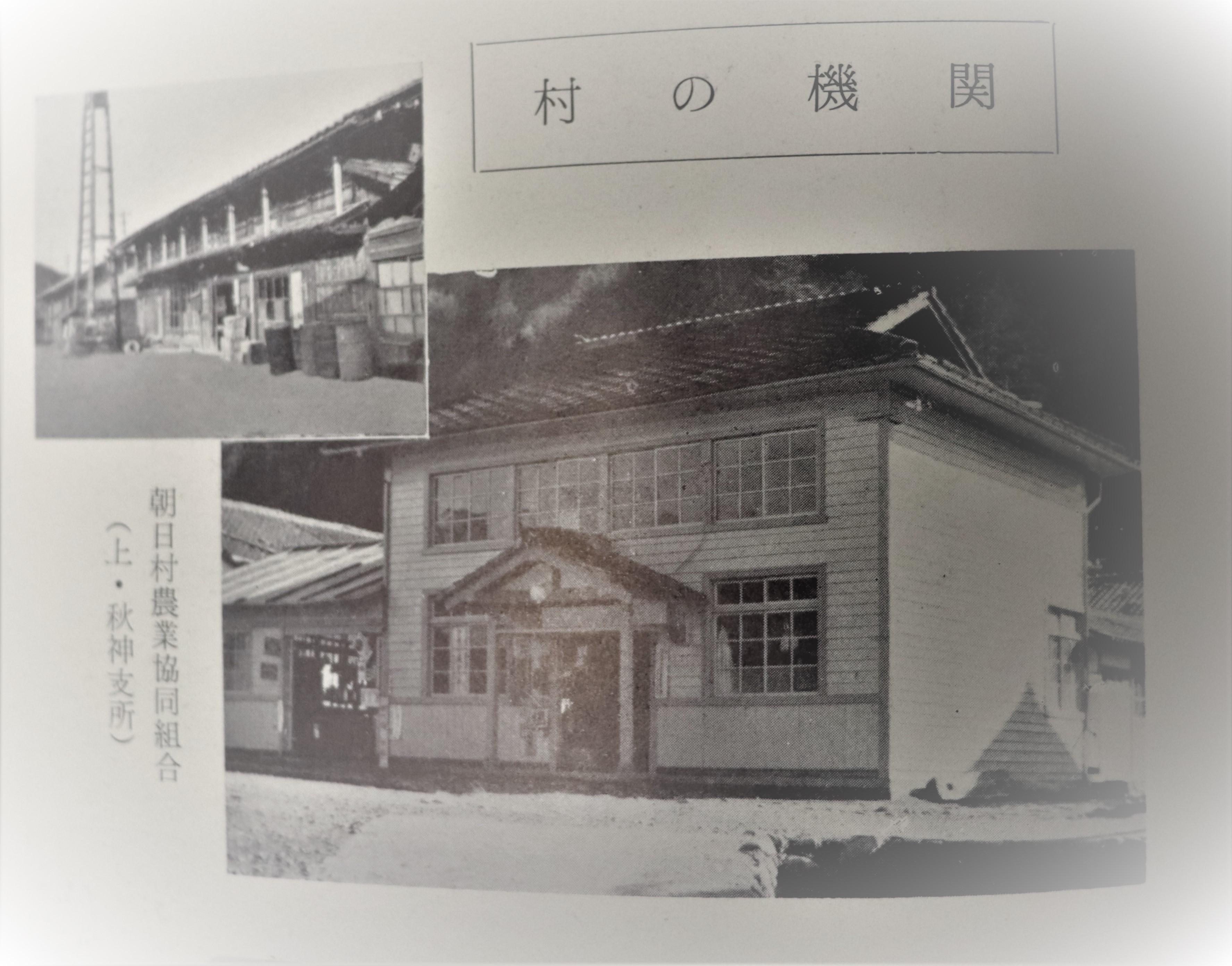
朝日村農業協同組合和秋神支所

1917年2月2日，小谷購買組合成立，其後在1922年5月17日改組成朝日信用購買販賣利用組合，另一方面秋神信用販賣購買組合則在翌年3月23日成立，兩個組合在1934年合併，1938年3月2日改組成朝日村農業會。1948年5月27日，朝日村農業會根據《農業協同組合法》改組成朝日村農業協同組合，在1953年的存款額達5,000萬，秋神支所則有約1,700萬:388-389、416-423，1974年與清見村農協、宮村農協、久久野町農協、高根村農協合併成大野農協，1995年4月與高山市、丹生川村農協、莊白川農協、高原農協、吉城農協合併成飛驒農業協同組合，並且在萬石設有分店。另一方面，明治5年7月1日（1872年8月4日），郵便取扱所在甲啟用，翌年秋神郵便取扱所在黍生谷啟用，其後甲郵便取扱所在1890年4月1日成為郵局，黍生谷的秋神郵便取扱所也隨之停業，1909年6月1日改稱朝日郵局，其後秋神郵局在1940年12月1日於宮之前啟用，兩家郵局在1953年的存款額分別是約1,500萬和約3,300萬:238、388-389，其中秋神郵局現在位於西洞。

## 宗教與教育
朝日地區內有14座神社，分別是位於見座以安閑天皇為祭神的金峯神社、位於小瀨和甲以伊邪那岐等為祭神的白山神社和朝日白山神社、位於立岩、胡桃島和宮之前以大國主等祭神的立岩神社和小鷹神社、位於萬石和寺附以應神天皇為祭神的八幡神社、位於青屋、淺井和一之宿以天照大神祭神的神明神社、位於黑川以菅原道真為祭神的天滿神社、位於西洞以須佐之男為祭神的津島神社和位於小瀨洞以別雷神為祭神的加茂神社:345-357。佛寺方面，全數均隸屬淨土真宗大谷派，分別是位於小谷的長圓寺、位於甲的圓城寺、位於立岩的寶蓮寺、位於青屋的常照寺、位於黑川的西教寺、位於一之宿的正覺寺和位於西洞的法正寺，另外佛堂則有位於小谷、一之宿和宮之前的不動堂、位於小瀨、萬石和西洞的藥師堂、位於青屋的觀音堂、位於寺澤的天王堂、位於淺井的大日堂和位於大廣的子安堂:357-371。學前教育方面，公立朝日保育園設於萬石。在初等教育方面，在2008年4月兼併秋神小學校的朝日小學校也設於萬石，中等教育方面則有在1963年兼併秋神中學校，設於立岩的朝日中學校。

### 註解
1. ↑  合算地域是指其本身的數值再加上保密地域的數值[52]，寺附的人口合算至此[50]。
2. ↑  保密地域是指由於指數值過小而保密的地區[52]。
3. ↑  同年高根町豬之鼻的人口合算至此[50]。
4. ↑  《朝日村誌》主張祭神是天日方奇日方命（日语：鴨王 (上古)）[3]:357。

## 外部連結
- . 飛驒朝日觀光協會.   [2021-06-16]. （原始内容存档于2021-07-22） （日语）.
- . 高山市.   [2021-06-17]. （原始内容存档于2018-04-15） （日语）.